# Reichard (Pfalz-Simmern-Sponheim)

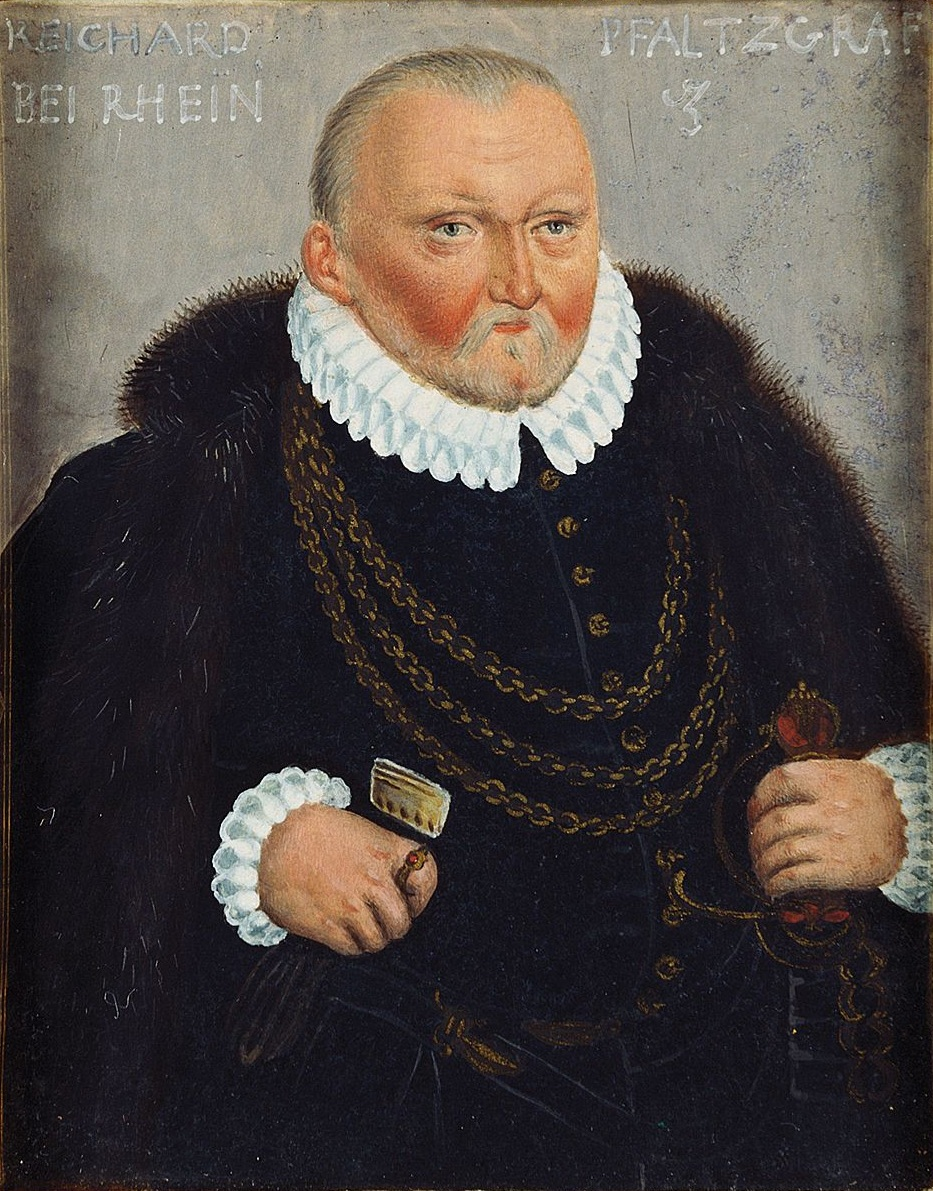
Reichard (Pfalz-Simmern-Sponheim).

Herzog Reichard von Pfalz-Simmern (* 25. Juli 1521 in Simmern; † 13. oder 14. Januar 1598 in Ravengiersburg, bestattet in der Stephanskirche in Simmern) war ein jüngerer Bruder des Kurfürsten Friedrich III. (* 1515; † 1576) von der Pfalz und regierte in seiner zweiten Lebenshälfte ein eigenes, kleines Territorium, das Herzogtum Simmern, eine kurpfälzische Sekundogenitur.
Sein Name existiert in unterschiedlichen Schreibweisen: Reichard(t), Richard(t) etc. Die hier gewählte ist die in der heutigen Geschichtsschreibung gebräuchlichste.

## Herkunft
Seine Eltern waren Pfalzgraf Johann II. von Simmern (* 1492; † 1557) und Beatrix von Baden (* 1492; † 1535), eine Tochter von Markgraf Christoph I. von Baden (* 1453; † 1527).
| Abstammung des Herzogs Reichard von Pfalz-Simmern | Abstammung des Herzogs Reichard von Pfalz-Simmern                                                          | Abstammung des Herzogs Reichard von Pfalz-Simmern                                                                   | Abstammung des Herzogs Reichard von Pfalz-Simmern                                                              | Abstammung des Herzogs Reichard von Pfalz-Simmern                                                                    | Abstammung des Herzogs Reichard von Pfalz-Simmern | Abstammung des Herzogs Reichard von Pfalz-Simmern |
| ------------------------------------------------- | --- | --- | --- | --- | ------------------------------------------------- | ------------------------------------------------- |
| Urgroßeltern                                      | Pfalzgraf Friedrich I. von Simmern (* 1417; † 1480) ⚭ Gräfin Margareta von Geldern-Egmond (* 1436; † 1486) | Graf Johann II. von Nassau-Saarbrücken (* 1423; † 1472) ⚭ Frau Johanna von Loen-Sponheim-Heinsberg (* 1443; † 1469) | Markgraf Karl I. von Baden (* ; † 1475) ⚭ Erzherzogin Katharina von Österreich (* 1424; † 1493)                | Graf Philipp der Jüngere von Katzenelnbogen (* 1427; † 1453) ⚭ Gräfin Ottilie von Nassau-Dillenburg (* 1437; † 1493) |                                                   |                                                   |
| Großeltern                                        | Pfalzgraf Johann I. von Simmern (* 1459; † 1509) ⚭ Gräfin Johanna von Nassau-Saarbrücken (* 1464; † 1521)  | Pfalzgraf Johann I. von Simmern (* 1459; † 1509) ⚭ Gräfin Johanna von Nassau-Saarbrücken (* 1464; † 1521)           | Markgraf Christoph I. von Baden-Hachberg (* 1453; † 1527) ⚭ Gräfin Ottilie von Katzenelnbogen (* 1451; † 1517) | Markgraf Christoph I. von Baden-Hachberg (* 1453; † 1527) ⚭ Gräfin Ottilie von Katzenelnbogen (* 1451; † 1517)       |                                                   |                                                   |
| Eltern                                            | Pfalzgraf Johann II. von Simmern (* 1492; † 1557) ⚭ Markgräfin Beatrix von Baden-Hachburg (* 1492; † 1535) | Pfalzgraf Johann II. von Simmern (* 1492; † 1557) ⚭ Markgräfin Beatrix von Baden-Hachburg (* 1492; † 1535)          | Pfalzgraf Johann II. von Simmern (* 1492; † 1557) ⚭ Markgräfin Beatrix von Baden-Hachburg (* 1492; † 1535)     | Pfalzgraf Johann II. von Simmern (* 1492; † 1557) ⚭ Markgräfin Beatrix von Baden-Hachburg (* 1492; † 1535)           |                                                   |                                                   |
| Herzog Reichard von Pfalz-Simmern                 | | | | |                                                   |                                                   |

## Geistliche Würden
Reichard war zunächst für eine geistliche Karriere vorgesehen. Bereits 1528 ist er, im Alter von sieben Jahren – was damals nicht ungewöhnlich war – zusammen mit seinen Brüdern Friedrich III. und Georg an der Alten Universität Köln (Universitas Studii Coloniensis) immatrikuliert. Daran schließen sich Studienaufenthalte an den Universitäten Orléans und Löwen an. Im Laufe seiner geistlichen Karriere hielt er zahlreiche Pfründen:
- 1528–1558 Kanonikat am Kölner Dom
- 1528–1568 Kanonikat, ab 1552 Stelle des Propstes, am Straßburger Münster
- 1540–1562 Kanonikat, ab 1559 Stelle des Propstes am Mainzer Dom
- 1540–1545 Kanonikat am Bamberger Dom
- 1545–1555 Kanonikat an St. Gereon (Köln)
- 1551–1553 und erneut 1560 Kanonikat an St. Victor (Mainz), 1560 auch die dortige Propststelle
- 1560–1571 Administrator des Stifts Waldsassen, Nachfolger von Heinrich Rudolf von Weeze

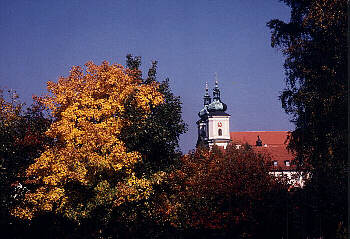
Stiftskirche Waldsassen

In dieser Zeit kandidierte Reichard drei Mal als Bischof:
1. 1553 im Bistum Speyer
2. 1555 im Bistum Mainz
3. 1569 im Bistum Straßburg

In allen drei Fällen fiel er durch: Zum einen war er den Katholischen nicht katholisch genug, zum andern hatte er nicht das finanzielle Potential, sich eine solche Stelle zu erkaufen. Nach der Niederlage in Straßburg gab er entnervt die kirchliche Karriere auf und wurde weltlich, was ihm umso leichter fiel, als er etwa zur selben Zeit das Herzogtum Pfalz-Simmern geerbt hatte. Letztendlich führte seine persönliche Entwicklung dahin, das Luthertum zu verfechten und zwar sowohl gegenüber der römisch-katholischen Seite als auch der reformierten. Das gelang ihm als Administrator von Waldsassen gegen seinen älteren Bruder, Kurfürst Friedrich III., zunächst weitgehend. Aber er unterlag in Waldsassen, als er – vor allem ökonomisch bedingt – das Stift aufgab und sein älterer Bruder 1571 das Stift säkularisierte.

## Regent in Simmern

### Politik
Reichard erbte 1569 das Herzogtum Simmern, das bis dahin als Sekundogenitur des kurpfälzischen Hauses durch seinen verstorbenen, älteren Bruder, Georg, regiert worden war. Das von ihm übernommene Territorium war vergleichsweise winzig. Es entsprach in seiner Größe etwa einem mittleren Amt der Kurpfalz. Dies setzte Herzog Reichard ökonomisch unter erheblichen Druck, so dass er sich gegenüber seinem älteren Bruder, dem Kurfürsten Friedrich III., nun nachgiebiger zeigte – wenn auch nicht in der Konfessionsfrage. So gestaltete sich die Übernahme des Herzogtums Simmern relativ unproblematisch, trotz der vorangegangenen Auseinandersetzungen über die Administration des Stifts Waldsassen. Die konfessionellen Differenzen traten in den Hintergrund und bis 1571 gelang es, die gegenseitigen Ansprüche auszugleichen: Herzog Reichard gab die Administration des Stiftes Waldsassen zugunsten des Kurfürsten auf, dieser alimentierte ihn mit einer jährlichen Summe und übernahm seine aufgelaufenen Schulden. Aber bereits 1578 musste der Herzog im Vorfeld seiner zweiten Hochzeit wegen der neu aufgelaufenen Schulden erneut von der Kurpfalz entschuldet werden. Religiös blieb Reichard lutherisch, allerdings in moderierter Form – auch mit Rücksicht auf seine Hauptgeldquelle, die reformierte Kurpfalz.
Die Regentschaft des kleinen Herzogtums Simmern war insgesamt durch dessen wirtschaftliche Schwäche und die vor diesem Hintergrund überzogene Hofhaltung und eine die prekäre Situation nicht steuernde Politik Reichards gekennzeichnet. Verfall von Wirtschaft, Finanzen und Münzwesen waren das Ergebnis und nur die periodische Übernahme von Schulden des Herzogs durch die Kurpfalz verhinderte den Bankrott. Am Ende seines Lebens stand Reichard praktisch unter Vormundschaft der Kurpfalz, die damit auch verhindern wollte, dass Reichards Gläubiger unkontrolliert Zugriff auf die Zuwendungen nehmen konnten, die die Kurpfalz an Reichard zahlte.

### Familie
Herzog Reichard heiratete drei Mal:
1. Am 30. Juli[1] 1569 Gräfin Juliana zu Wied (* 1545; † 30. April 1575, bestattet in der Stephanskirche in Simmern). Aus dieser Ehe gingen vier Kinder hervor, die aber alle das Erwachsenenalter nicht erreichten. Juliana starb bei der Geburt ihres vierten Kindes.
2. Am 29. Mai[2] 1578 Herzogin Emilie von Württemberg (* 19. August 1550 in Mömpelgard; † 4. April[3] 1589 in Simmern, bestattet dort in der Stephanskirche). Aus dieser Ehe gingen keine Kinder hervor.
3. Am 14. Dezember 1589 die 18-jährige Pfalzgräfin Anna Margaretha von Pfalz-Veldenz (* 17. Januar 1571; † 1. November 1621). Auch aus dieser Ehe gingen keine Kinder mehr hervor.

### Versuche politischer Einflussnahme

#### Unter Ludwig VI.
Der Tod des reformierten Kurfürsten Friedrich III. bedeutete für die Kurpfalz auch einen Konfessionswechsel: Sein Nachfolger, Ludwig VI., der bis 1583 regierte, war Lutheraner. Damit erlangte Herzog Reichard eine herausragende Stellung als Berater des neuen Kurfürsten, die er nutzte, um dem Luthertum auch in der Kurpfalz wieder zum Durchbruch zu verhelfen. Dabei verprellte er allerdings massiv den reformierten Pfalzgrafen Johann Kasimir, einen jüngeren Bruder Ludwigs VI.

#### Johann Kasimir
Johann Kasimir wurde aber 1583 Regent für Friedrich IV. den noch minderjährigen Sohn seines verstorbenen Bruders. Damit war Reichard wieder seines politischen Einflusses beraubt. Gegenüber der neuen Regentschaft, die ihr Mündel wieder in die reformierte Konfession zwang, verhielt er sich ruhig, weil er finanziell von ihr abhängig war. Und das selbst gegen die Intervention der lutherischen Mitvormünder, die Friedrich III. Johann Kasimir zugeordnet hatte, Herzog Ludwig von Württemberg, Markgraf Georg Friedrich I. von Ansbach und Landgraf Ludwig IV. von Hessen-Marburg. Auch hatte Reichard kein Interesse, den Einfluss fremder Mächte auf die Kurpfalz zu stärken, denn der nächste, nach Johann Kasimir zur Vormundschaft berufene Agnat war er selbst.

#### Hanauer Vormundschaftsstreit
Graf Philipp Ludwig II. von Hanau-Münzenberg trat 1580 die Nachfolge seines verstorbenen Vaters an, da er noch minderjährig war, allerdings unter einer Vormundschaft, die zunächst von den reformierten Grafen Johann VI., dem Älteren, von Nassau-Dillenburg (* 1536; † 1606), Graf Ludwig I. von Sayn-Wittgenstein (* 1568; † 1607) und dem lutherischen Grafen Philipp IV. von Hanau-Lichtenberg (* 1514; † 1590) gebildet wurde. Philipp IV. von Hanau-Lichtenberg – für damalige Verhältnisse hochbetagt – ließ sich 1585 als Vormund durch seinen Sohn, Graf Philipp V. von Hanau-Lichtenberg (* 1541; † 1599), ablösen.
Schon 1581 vermählte sich die Mutter des Mündels, Gräfin Magdalena von Waldeck (* 1558; † 1599), mit Graf Johann VII., dem Mittleren, von Nassau-Siegen (* 1561; † 1623), dem Sohn eines der Vormünder. Dadurch kamen Graf Philipp Ludwig II. und sein jüngerer Bruder, Graf Albrecht, an den Nassau-Dillenburger Hof. Dieser war ein Zentrum der reformierten Glaubensrichtung in Deutschland und eng mit dem ebenfalls reformierten kurpfälzischen Hof verbunden.
Diesem reformierten Einfluss aber widersetzte sich vehement der (lutherische) Mitvormund Philipp IV., später sein Sohn Philipp V. von Hanau-Lichtenberg, wenn auch letztlich vergeblich. Philipp V. versuchte, den ebenfalls lutherischen Herzog Reichard in die Vormundschaft zu lancieren, um das Gewicht der Lutheraner dort zu stärken und eine Möglichkeit zu schaffen, die beiden jungen Hanauer Grafen dem reformierten Einfluss zu entziehen. Trotz eines entsprechenden Mandats des Reichskammergerichts gelang das aber nicht: Die reformierte Mehrheit der Vormundschaft verhinderte mit Gewaltandrohung – entgegen dem Mandat des Reichskammergerichts – die Huldigung der Hanauer Untertanen gegenüber Reichard. Ganz im Gegenteil gelang es nun der reformierten Partei, den reformierten Pfalzgrafen und Kuradministrator, Johann Kasimir, als „Obervormund“ – ein reines Ehrenamt – zu installieren und damit die reformierte Position innerhalb der Vormundschaft weiter zu stärken.
Auch sonst agierte Reichard eher im Kreis der Grafen. Das war schon durch die Winzigkeit seines Herzogtums bedingt. So stand er wohl auch dem ebenfalls lutherischen Graf Philipp IV. von Hanau-Lichtenberg sehr nahe und vermittelte in der delikaten Angelegenheit der Vermögensauseinandersetzung zwischen ihm und dem Ex-Mann von dessen geschiedener Tochter, Johanna von Hanau-Lichtenberg.
Andererseits war Reichard aber auch 1585–1595 – neben dem Bischof von Worms – Kondirektor des Oberrheinischen Reichskreises.

#### Kurpfälzischer Administrationsstreit
Johann Kasimir starb 1592, wenige Wochen vor dem 18. Geburtstag seines Mündels. Die Regierung des Kurfürsten Friedrich IV. wurde weit über das Ende seiner Volljährigkeit hinaus von streng reformierten Hofräten gesteuert und bestimmt, die in enger Verbindung zu den im Wetterauischen Reichsgrafenkollegium organisierten, vorwiegend ebenfalls calvinistischen Adelsfamilien standen. Es entstand sofort ein heftiger Streit um die Fortführung der Vormundschaft zwischen dem reformierten Heidelberger Hof und dem lutherischen Herzog Reichard, der Kurpfälzische Administrationsstreit. Letztendlich unterlag Reichard in den zwei Jahre währenden Auseinandersetzungen, da er einerseits von den Zahlungen aus Heidelberg ökonomisch abhängig war, er zum andern 1594 den ersten einer Reihe von Schlaganfällen erlitt, kaum mehr sprechen konnte und nur noch sehr begrenzt handlungsfähig war. So konnte er am Ende der Auseinandersetzung zwar erreichen, dass die Kurpfalz seine Schulden erneut übernahm, andererseits wurden seine Ausgaben aber jetzt über den Heidelberger Hof gesteuert, er also praktisch entmündigt, was für ihn sehr erniedrigend war.

## Ende

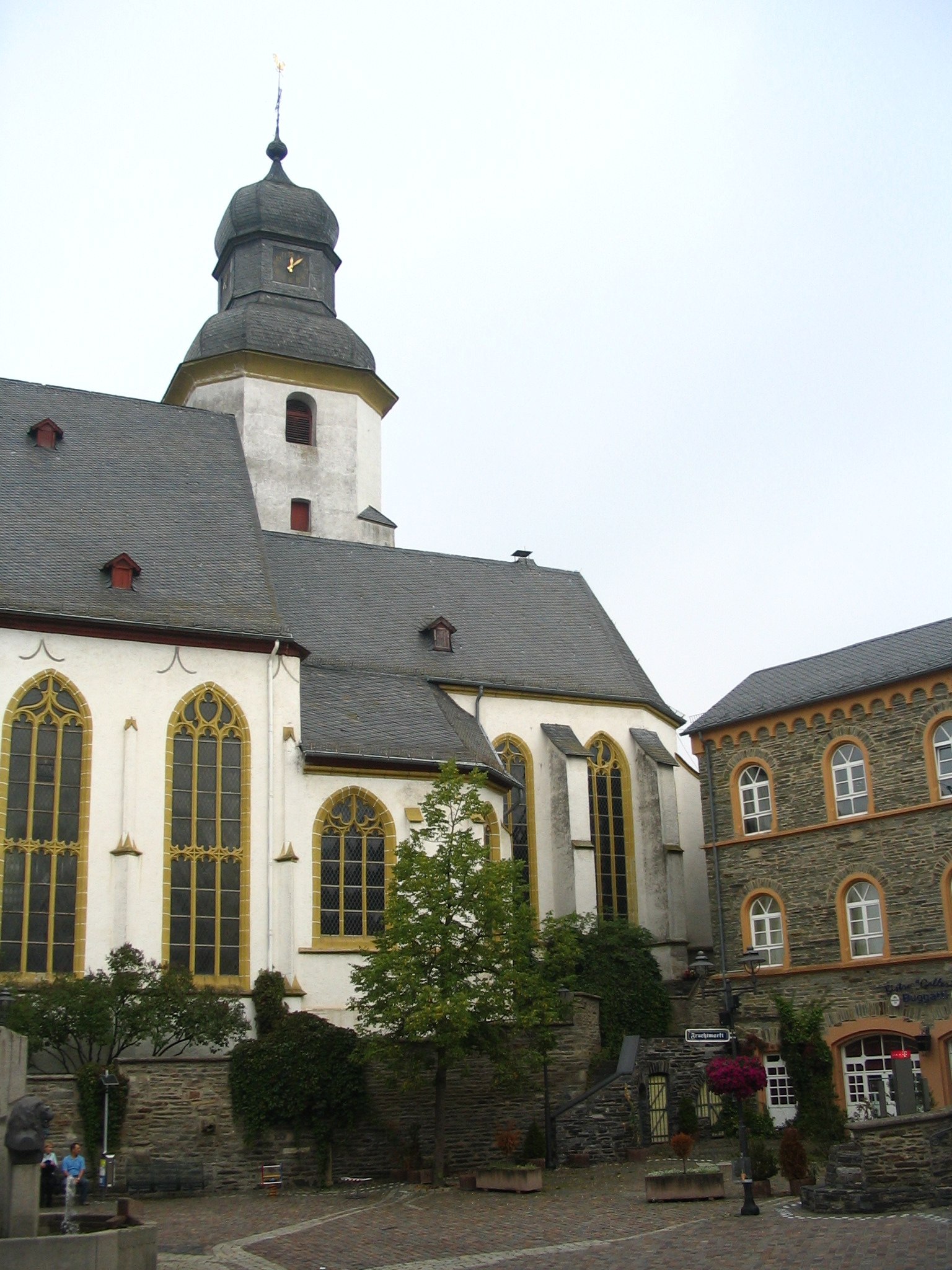
Stephanskirche und Fruchtmarktschule

Herzog Reichard starb in der Nacht vom 13. auf den 14. Januar 1598. Sein Versuch das lutherische Bekenntnis im Herzogtum Simmern auch über seinen Tod hinaus festzuschreiben, scheiterte an der Weigerung der ihn beerbenden Kurpfalz, sich darauf einzulassen.
Beigesetzt wurde Reichard am 7. Februar 1598. Noch zu Lebzeiten hatte sich Reichard in der Stephanskirche zu Simmern ein monumentales Grabmal errichten lassen, das ihn zusammen mit seiner ersten Frau, Juliane, zeigt. Der Bildhauer Johann von Trarbach, Schultheiß der Stadt Simmern, war daran zumindest beteiligt, wenn nicht sogar dessen Schöpfer.